# Mudhol
Mudhol (Kannada ಮುಧೋಳ Mudhōḷa) ist eine Stadt mit ca. 65.000 Einwohnern im Distrikt Bagalkot im Norden des südindischen Bundesstaats Karnataka. Bis 1948 war sie Hauptstadt des Fürstenstaates Mudhol.

## Lage und Klima
Mudhol liegt auf dem Dekkan-Hochland in einer Höhe von rund 550 m am Ufer des Ghataprabha, einem Nebenfluss des Krishna. Die Distrikthauptstadt Bagalkot liegt ca. 50 km (Fahrtstrecke) südöstlich; die Millionenstädte Pune und Mumbai sind ca. 340 km bzw. 480 km in nordwestlicher Richtung entfernt. Aufgrund der Höhenlage ist das Klima für indische Verhältnisse gemäßigt; Regen (ca. 700–1000 mm/Jahr) fällt überwiegend während der sommerlichen Monsunzeit.

## Bevölkerung
| Jahr      | 1991   | 2001   | 2011   | 2021  |
| Einwohner | 31.095 | 42.461 | 52.199 | k. A. |

Ungefähr 76,5 % der Einwohner sind Hindus, ca. 21,5 % sind Moslems und knapp 1 % sind Jains. Die Hauptsprachen sind Kannada, Marathi und Urdu, aber auch Hindi und Englisch werden oft verstanden.

## Wirtschaft
Die Landwirtschaft spielt immer noch die wichtigste Rolle im Wirtschaftsleben der Einwohner, aber schon seit langem ist auch die Fertigung von Textilien von Bedeutung.

## Geschichte
Die marathische Ghorpade-Dynastie des Fürstenhauses von Mudhol führte ihren Ursprung auf die Fürsten von Mewar zurück; einen eigenen Herrschaftsbereich erhielt sie jedoch erst im 17. Jahrhundert. Nach Ende des Dritten Marathenkriegs (1818) wurde Mudhol ein britisches Protektorat.

## Sehenswürdigkeiten
- Der um die Mitte des 19. Jahrhunderts erbaute Herrscherpalast besteht aus mehreren Gebäuden, die teilweise aus Holz erbaut sind.

Umgebung
- Der riesige neuzeitliche Shiva-Tempel in der nur etwa 11 km entfernten Stadt Mantur ist von großer regionaler Bedeutung.

## Sonstiges
Nach der Stadt Mudhol ist die Jagdhundrasse Mudhol Hound benannt.